# Чернушка пашенная
Чернушка пашенная (лат. Nigella segetalis) — однолетнее травянистое растение, вид рода Чернушка (Nigella) семейства Лютиковые (Ranunculaceae).

## Распространение и экология
Встречается в Иране, Турции, на Кавказе, в Крыму. На территории России встречается в Ростовской области.
Растёт в посевах, на степных склонах, сорных местах.

## Ботаническое описание
Стебель прямой, бороздчатый, голый, простой или почти от основания более-менее ветвистый.
Листья дважды перисто-рассечённые на немногочисленные линейные или линейно-щетинистые дольки.
Чашелистики мелкие, голые, длиной до 10—15 мм, обратнояйцевидный. Формула цветка: {\displaystyle \ast K_{5}\;C_{5-8}\;A_{\infty }\;G_{2-10}}.
Плод — листовка, узкоцилиндрические, длиной до 2 см.

## Классификация

### Таксономия
Вид Чернушка пашенная входит в род Чернушка (Nigella) подсемейства Лютиковые (Ranunculoideae) семейства Лютиковые (Ranunculaceae) порядка Лютикоцветные (Ranunculales).
|  |                                      |  |                                                             |                                                             |                     |  | ещё 9 семейств (согласно Системе APG II) | ещё 9 семейств (согласно Системе APG II) |                        |  |  |  | ещё около 40 родов (согласно Системе APG II) | ещё около 40 родов (согласно Системе APG II) |  |  |
|  |                                      |  |                                                             |                                                             |                     |  | ещё 9 семейств (согласно Системе APG II) | ещё 9 семейств (согласно Системе APG II) |                        |  |  |  | ещё около 40 родов (согласно Системе APG II) | ещё около 40 родов (согласно Системе APG II) |  |  |
|  |                                      |  |                                                             | порядок Лютикоцветные                                       |                     |  |                                          |                                          | подсемейство Лютиковые |  |  |  |                                              | вид Чернушка пашенная                        |  |  |
|  |                                      |  |                                                             | порядок Лютикоцветные                                       |                     |  |                                          |                                          | подсемейство Лютиковые |  |  |  |                                              | вид Чернушка пашенная                        |  |  |
|  | отдел Цветковые, или Покрытосеменные |  |                                                             |                                                             | семейство Лютиковые |  |                                          |                                          | род Чернушка           |  |  |  |                                              |                                              |  |  |
|  | отдел Цветковые, или Покрытосеменные |  |                                                             |                                                             |                     |  |                                          |                                          |                        |  |  |  |                                              |                                              |  |  |
|  |                                      |  | ещё 44 порядка цветковых растений (согласно Системе APG II) | ещё 44 порядка цветковых растений (согласно Системе APG II) |                     |  |                                          | ещё 4 подсемейства                       | ещё 4 подсемейства     |  |  |  | ещё около 25 видов (согласно Системе APG II) |                                              |  |  |
|  |                                      |  |                                                             | ещё 44 порядка цветковых растений (согласно Системе APG II) |                     |  |                                          |                                          | ещё 4 подсемейства     |  |  |  |                                              |                                              |  |  |